# Questions à domicile
Questions à domicile est une émission de télévision politique mensuelle diffusée sur TF1 du 26 mars 1985 au 18 mai 1989.
Elle est présentée initialement par Anne Sinclair en compagnie de Pierre-Luc Séguillon, ce dernier est remplacé en 1987 par Jean-Marie Colombani.
Réalisée par Alexandre Tarta, cette émission se proposait d’interroger un homme politique depuis son domicile, afin de mieux appréhender sa personnalité à travers son environnement et son cadre de vie.
Le premier invité fut Jean-Pierre Chevènement.

## Liste d'invités
Ont été invités « à domicile », entre autres :
- en 1985, Jean-Pierre Chevènement le 26 mars, Michel Rocard le 13 juin, François Léotard le 27 juin, Jacques Chaban-Delmas le 12 décembre ;
- en 1986, Charles Hernu le 24 avril, Jean-Marie Le Pen le 22 mai, André Lajoinie le 20 novembre ;
- en 1987, Laurent Fabius le 22 janvier, Pierre Mauroy le 26 mars, Michèle Barzach le 23 avril, Raymond Barre le 25 juin[1].

Les candidats à l'élection présidentielle Valéry Giscard d'Estaing, François Mitterrand ont aussi été rencontrés, de même que Jacques Chirac le 30 novembre 1986.
L'acteur Yves Montand, invité le 12 décembre 1987 provoqua une polémique autour du cachet des hommes politiques participant à des émissions de télévision politiques ou de distraction, lorsqu'on apprit qu'il avait reçu 800 000 francs pour participer à cette émission, alors qu'il envisageait une carrière politique.